# أندرياس شنيدرس
أندرياس شنيدرس (بالألمانية: Andreas Schnieders)‏ (مواليد 22 ديسمبر 1966) هو ملاكم ألماني، مثّل بلاده في الألعاب الأولمبية الصيفية 1988.

## روابط خارجية
- أندرياس شنيدرس على موقع أوليمبيديا (الإنجليزية)